# Yagua (paroisse civile)
Pour les articles homonymes, voir Yagua.
Yagua est l'une des trois paroisses civiles de la municipalité de Guacara dans l'État de Carabobo au Venezuela. Sa capitale est Yagua.

## Géographie

### Démographie
La paroisse civile, outre sa capitale Yagua, comporte deux autres entités notables, Quebrada Honda et Tronconero.